# Спарти
Спарти (дав.-гр. Σπαρτοί, досл. «сіяні» від грец. σπείρω, «сіяти») — назва аристократичної верхівки у Фівах (Стародавня Греція). Великі власники шляхетного походження, що вважали себе нащадками першопоселенців міста. Міфи називали спартами і самих першопоселенців, які нібито народилися із зубів дракона, якого вбив засновник Фів — Кадм, — легендарний мотив, присутній і в міфі про аргонавтів.
Одним з відомих спартів був Епамінонд.
В Афінах фіванським спартам за громадським статусом відповідали «евпатриди» (грец. Εὐπατρίδαι), в Халкіді — «гіппоботи» (грец. ῾Ιπποβόται), в Колофоні і Магнесії — «гіппотрофи» (грец. ἱπποτρόφοι), в Еретрії — «вершники» (грец. ἱππεύς), на Самосі і у Сіракузах — «геомори» («гамори», грец. γεωμόροι, γάμοροι).